# 丸善工業 (香川県)
丸善工業株式会社（まるぜんこうぎょう）は、香川県坂出市に本社を置き、ポリエチレン製品の製造販売を行っている企業である。日本国内でも珍しい12色刷印刷機を複数台導入、レジ袋やファッションバッグ、婚礼袋のほか、うちわの製造も行っている。包装材ではユニバーサル・スタジオ・ジャパン、ロフトなどからの受注実績を持ち、うちわでは日本の約1割のシェアを占める。

## 概要
1966年設立。創立者の三谷安治はインキメーカーに勤めていたが独立、善通寺市で丸善工業を設立した。丸善の名は丸亀と善通寺に由来する。
設立当初は紙おむつ包装用のポリエチレンフィルムの印刷や加工を行っていた。当時、伸び縮みのあるポリエチレン素材への印刷は一般化しておらず、高度成長とともにスーパーマーケットという新業態が日本で普及するにつれ、ポリ袋への印刷技術を持つ同社も業務を拡大していった。樹脂加工という面では技術的に共通するうちわの製造にも進出、包装材とうちわが業務の柱となった。
時代が進み、包装材も海外製品との競争にさらされるようになると、同社は高級化とリサイクルに活路を見出した。1995年には12色刷の印刷機を導入、キャラクター物など凝ったデザインを持つ製品に対応した。また1997年には1500mmの大型フィルムに印刷できる印刷機を導入、ふとん袋のような大型の製品に対応した。こうした高級化の一方で、1996年からはリサイクルにも取り組み、不良品や断裁で生じた屑からポリエチレンの再生品を製造する技術を開発した。うちわ製造でも同様に再利用を推進し、廃棄にかかる費用を減らすだけではなく、再生品の販売で売り上げも出るようになった。2002年からはおからを再利用した包装材の開発にも取り組んでいる。

## 沿革
- 1966年（昭和41年） - 香川県善通寺市弘田町にて有限会社丸善工業設立
- 1967年（昭和42年） - 香川県坂出市大屋冨町へ本社移転
- 1970年（昭和45年） - 香川県丸亀市に工場開設
- 1972年（昭和47年） - うちわ製造開始
- 1974年（昭和49年） - 株式会社に組織変更
- 1975年（昭和50年） - 香川県三豊郡仁尾町に工場開設
- 1982年（昭和57年） - 本社事務所開設
- 1984年（昭和59年） - 愛媛県川之江市に工場開設
- 1985年（昭和60年） - 香川県綾歌郡綾南町に工場開設
- 1995年（平成07年） - 12色刷グラビア印刷機導入
- 1997年（平成09年） - 1500mm幅5色刷グラビア印刷機導入